# Kenji Ota
Kenji Ota (nascido em São Paulo, SP, 1952) é um fotógrafo brasileiro e professor de fotografia na Universidade Presbiteriana Mackenzie e no Centro Universitário Senac.
Graduado em filosofia pela Faculdade de Filosofia da Universidade de São Paulo em 1980 e Mestre em Artes pela Escola de Comunicação e Artes - ECA/USP em 2001 como a dissertação "Derivações - A errância da imagem fotográfica", Kenji Ota pesquisa processos alternativos na fotografia seja no tipo de suporte, seja no processo de revelação, ou mesmo no modo de captação da imagem.
"Em suas séries Orelha de elefante, Casa de marimbondo e Folha, de 1985 - entre outras em que trabalha de forma semelhante -, Ota utilizou as técnicas Vandyke Brown e Cianótipo, nas quais o papel emulsionado é colocado em contato com o negativo e, em seguida, é exposto à luz. Tais fotografias possuem texturas com cores densas e em vários tons, conseqüência da absorção irregular do papel artesanal. O aspecto das fotografias é o de um material sensível e perecível, que o tempo deteriorou, o que faz com que as imagens pareçam ser arqueológicas. Para o fotógrafo, isso ocorre pelo fato de que o processo empregado - incontrolável - confere a elas certa materialidade" 